# Visa d'exploitation
Un visa d'exploitation est, en France, une autorisation administrative nécessaire à tout film exploité dans les salles de cinéma, quelle que soit son origine, française ou étrangère. Elle est associée à un système de classification cinématographique.

## Nature juridique du visa et sanctions de l'absence de visa
C'est une autorisation administrative préalable dont le principe est aujourd'hui régi, en France, par l'article L211-1 du Code du cinéma et de l'image animée : "La représentation cinématographique est subordonnée à l'obtention d'un visa d'exploitation délivré par le ministre chargé de la culture. Ce visa peut être refusé ou sa délivrance subordonnée à des conditions pour des motifs tirés de la protection de l'enfance et de la jeunesse ou du respect de la dignité humaine.".
C'est un des rares cas où la liberté d'expression et de communication est entravée par une autorisation préalable. On doit cette restriction à des motivations très diverses, en particulier la protection de l'enfance.
C'est un mécanisme lourd, mais, sans visa, le film ne peut être présenté en salles, d'autant plus que le Code du cinéma et de l'image animée prévoit une infraction pénale à ses articles L432-1 et suivants : ainsi, le fait de mettre en circulation un film sans visa d'exploitation punit son distributeur de 45 000 € d'amende. Par ailleurs, les officiers de la police judiciaire peuvent alors procéder à la saisie des éléments de tirage et des supports d'exploitation. Finalement, la personne condamnée sur le fondement de l'article L432-1 du Code du cinéma et de l'image animée peut se voir interdire d'exercer soit une fonction dirigeante, soit toute activité industrielle et commerciale dans le secteur du cinéma.
Les sanctions possibles donnent l'impression d'un système très peu libéral[non neutre], qui n'est pas sans rappeler le système du privilège de librairie qui encadrait l'édition et la diffusion des livres sous l'Ancien Régime. Toutefois, ce système n'est pas contesté (et ne l'a jamais été devant la CEDH). Qui plus est, les cas de censure effective sont aujourd'hui très rares.

## Histoire d'un système

### Origine du visa d'exploitation
La diffusion et la projection de films furent initialement totalement libres en France pendant une période qui s'étendit de l'invention du cinéma en 1895 à l'année 1916. Durant cet intervalle de deux décennies, n'importe quel exploitant d'une salle (ou d'un chapiteau dans le cas d'un cinéma itinérant) pouvait montrer des films sans avoir à demander une quelconque autorisation administrative. La projection pouvait cependant être interdite par un arrêté du maire de la commune concernée en cas de risques de troubles à l'ordre public. 
À partir de 1916 une commission de censure cinématographique rattachée au ministère de l’Intérieur et formée de cinq fonctionnaires de ce ministère visionne les nouveaux films et délivre ou non des visas d'exploitation. La composition de cette commission et son ministère de rattachement sont souvent modifiés par la suite, incluant entre 1928 et 1936 une moitié de membres venus du monde du cinéma. Cette exigence d'une autorisation préalable entraîna l'instauration en France de la censure cinématographique, dont l'application repose encore aujourd'hui sur le principe suivant : pour interdire un film en salles, il suffit simplement de lui refuser un visa. La commission peut également subordonner l'obtention du visa à certaines coupes à effectuer dans le film. 
Le système du visa d'exploitation peut être remis en question par certaines conceptions de la liberté d'expression et de création, dans une démocratie comme la France. Il rappelle profondément le privilège de librairie qui existait sous l'Ancien Régime et fut aboli par la Révolution. Sa seule différence avec ce dernier est qu'il ne s'accompagne pas d'un monopole commercial concédé à tel ou tel distributeur pour projeter le film sur une période donnée. Plusieurs raisons peuvent cependant justifier cette restriction de la liberté d'expression. La première raison est la crainte des troubles envers l'ordre public. Une séance de cinéma est un rassemblement de nombreuses personnes dans un lieu public (la salle où on projette le film). Par conséquent, cette foule peut être galvanisée et manipulée par un film au message séditieux, qui pourrait la pousser au crime ou à l'émeute. Le système du visa d'exploitation vise donc d'abord à empêcher la projection d'œuvres incitant à la rébellion contre les institutions ou faisant l'apologie du vol, du meurtre ou du pillage. La deuxième raison de l'instauration du système du visa est le souci de préserver la moralité publique. Dans la société bourgeoise et prude du début du XXe siècle, il s'agissait d'une préoccupation absolument obsédante. Les milieux politiques jugeaient nécessaire de ne pas laisser les foules voir des films pornographiques ou comportant des séquences érotiques, car de telles images inciteraient les gens à la débauche et mettraient en péril l'institution du mariage, fondement de la société. Enfin, les censeurs du début du XXe siècle se souciaient énormément de la protection de l'enfance. Cette dernière leur semblait d'autant plus primordiale qu'à une époque où la télévision et la vidéo n'existaient pas, une séance de cinéma était fondamentalement un divertissement familial, une sortie à laquelle les parents se rendaient avec tous leurs enfants, même les plus jeunes. On ne pensait pas encore en ce temps-là à des séances de cinéma qui seraient réservées aux adultes. Par conséquent, dans ce contexte, il était indispensable de faire en sorte que les enfants ne fussent pas soumis dans les salles de cinéma à des images susceptibles de les choquer ou de les traumatiser. Le rôle du visa d'exploitation était d'empêcher la diffusion en salles de films heurtant leur sensibilité par des images violentes, érotiques ou pornographiques.

### Évolution de l'usage du visa d'exploitation de 1916 à 1975
Dès la création du système du visa d'exploitation en 1916, un dispositif de limites d'âge et d'interdictions partielles est établi pour encadrer la diffusion des films auxquels le Ministère de l'Information accorde un visa, sans pour autant les considérer comme destinés à tous les publics. Ces différents labels sont les suivants :
- interdiction aux moins de 13 ans ;
- interdiction aux moins de 18 ans ;
- interdiction à l'exportation (pour ne pas ternir l'image de la France à l'étranger).

Face à la menace que le refus d'un visa fait peser, à partir de 1916, sur l'exploitation d'un film en salles, les producteurs et les réalisateurs français se soumettent à une véritable autocensure qui ne prend vraiment fin qu'au milieu des années 1970. Pendant une quarantaine d'années environ, de 1920 à 1960, les images violentes ou sanglantes sont très rares dans les films français, tout comme la nudité ou les scènes érotiques. Toutefois, dans ce dernier domaine, l'autocensure reste moins prononcée qu'aux États-Unis où règne le Code Hays. Certains films des années 1930 comme Lucrèce Borgia (1935) d'Abel Gance ou La Kermesse héroïque (1935) de Jacques Feyder comportent ainsi des plans très brefs sur des seins nus. De même, dans une courte scène de Drôle de drame (1937) de Marcel Carné, Jean-Louis Barrault apparaît entièrement nu, mais vu de dos. Cependant, de telles images restent assez exceptionnelles dans la France des années 1930 et 1940. La plupart des films tournés à cette époque sont des productions soigneusement calibrées pour convenir à un public familial et obtenir ainsi leur visa d'exploitation sans aucune difficulté.
Le contrôle cinématographique s'institutionnalise dès 1946, le CNC créant la commission de contrôle et officialise les visas d'exploitations. Ces derniers commencent à se comptabiliser. Le tout premier visa officiel, portant le numéro 1, est délivré le 15 février 1946 pour Lumière d'été de Jean Grémillon.
Les choses commencent à changer à partir des années 1950, lorsque les mœurs se libéralisent peu à peu. Non seulement le public des films devient de moins en moins prude et moraliste, mais le cinéma lui-même n'est plus perçu exclusivement comme un divertissement familial. L'idée de séances destinées d'abord et avant tout à un public d'adultes (ou d'adultes et d'adolescents) commence à émerger. Enfin, l'érotisme apparaît de plus en plus aux producteurs comme un élément garantissant le succès d'un film. Par conséquent, après la Seconde Guerre mondiale, les producteurs et les réalisateurs deviennent de plus en plus audacieux dans ce domaine. De 1950 à 1965, la représentation de la nudité se banalise progressivement dans les films de série B, comme le montrent des productions telles que Ah ! les belles bacchantes (1954) de Robert Dhéry ou Et Dieu… créa la femme (1957) de Roger Vadim. Les œuvres de la Nouvelle Vague participent aussi à ce mouvement, comme Les Amants (1959) de Louis Malle ou Le Mépris (1963) de Jean-Luc Godard. Face à ces audaces, la Commission de Contrôle des Films et le Ministère de l'Information n'osent pas engager l'épreuve de force en refusant d'accorder le visa d'exploitation, de peur de paraître ridicules aux yeux de la société. Ils se contentent de simples limites d'âge. Par conséquent, la pratique évolue et les critères pour l'obtention du visa d'exploitation deviennent de plus en plus souples. Ce mouvement profite aussi à la représentation de la violence à l'écran. Dans ce domaine également, la Commission de Contrôle des Films et le Ministère de l'Information se montrent de plus en plus indulgents face aux films d'épouvante produits par la compagnie anglaise Hammer dans les années 1950, ou à certains films français comme Les Yeux sans visage (1959) de Georges Franju.
Au milieu des années 1960, le contrôle de l'État français sur la production cinématographique, par le biais du visa d'exploitation, est devenu beaucoup moins strict que dans les années 1920 ou 1930. Sur le plan de l'érotisme, la nudité (féminine et masculine) est déjà largement acceptée à cette époque. Toutefois, la représentation des organes génitaux ainsi que celle de l'acte sexuel (simulée ou non simulée) restent réprouvées et peuvent encore valoir le refus d'un visa d'exploitation. Ces ultimes tabous s'effondrent à partir de 1970. Passé cette date, les cinéastes osent filmer des vulves et des pénis et mettre en scène des actes sexuels simulés, comme le montrent des productions comme Le Dernier Tango à Paris de Bernardo Bertolucci ou Requiem pour un vampire (1971) de Jean Rollin. Finalement, le cinéma pornographique, avec ses scènes de sexe non simulées, fait son apparition à partir de 1974. Là encore, ni la Commission de Contrôle des Films, ni le Ministère de l'Information n'osent engager l'épreuve de force en refusant systématiquement les visas d'exploitation à de telles œuvres. La loi de 1975 à l'origine du circuit X entérine cet état de fait en créant un circuit spécial pour la distribution des films pornographiques. Cette innovation est importante, car elle supprime toute raison et toute possibilité de refuser un visa à un film. En effet, la principale justification du système du visa était la protection des enfants. À partir du moment où le circuit X existe, cette dernière est garantie, puisque les films pornographiques, tout en étant autorisés, sont enfermés dans un réseau de distribution réservé aux adultes.

## Le fonctionnement du visa d'exploitation depuis 1975

### Mécanisme d'obtention du visa
Le visa d'exploitation ne peut être demandé que pour une œuvre dont la réalisation est achevée et qui a fait l'objet d'une immatriculation aux Registres de la Cinématographie et de l'Audiovisuel (RCA) (anciennement : Registre Public de la Cinématographie et de l'Audiovisuel (RPCA)). Le producteur ou le distributeur doit demander le visa un mois au moins avant la première représentation publique de l’œuvre. L'identifiant de visa d'exploitation est constitué de 10 chiffres.
L'article L211-1 du Code du cinéma et de l'image animée prévoit que c'est le ministre chargé de la culture qui délivre le visa d'exploitation. En fait, c'est une instance plurielle et indépendante au rôle consultatif, la Commission de classification des œuvres cinématographiques, qui visionne les films et qui transmet un avis au ministre de la culture. Cet avis est quasiment toujours suivi par le ministre. La commission dispose de cinq options, prévues à l'article 3 du décret n°90-174 du 23 février 1990. Le film peut être :
- tous publics
- assorti d'une interdiction aux mineurs de moins de 12 ans
- assorti d'une interdiction aux mineurs de moins de 16 ans
- assorti d'une interdiction aux mineurs de moins de 18 ans

La commission peut aussi proposer un classement X pour les films à caractère pornographique ou d'incitation à la violence: dans ce cas, il est ipso facto interdit aux mineurs de 18 ans.

### Refus du visa d'exploitation
L'article L211-1 du Code du cinéma et de l'image animée prévoit depuis 2009 que le visa peut être refusé uniquement pour "des motifs tirés de la protection de l'enfance ou de la jeunesse ou du respect de la dignité humaine". Ces deux exigences d'ordre public ont ensuite été reprises par le décret du 8 février 2017 relatif au visa d'exploitation cinématographique et codifiées à l'article R. 211-1 du Code du cinéma et de l'image animée,.
Les motifs d'interdiction totale furent plus variés lors des années précédentes: outrage à l'armée, violence excessive, pornographie (avant 1975 et la loi sur le X), atteintes aux bonnes mœurs, provocation à la drogue, etc. En plus de servir à empêcher qu'un film soit diffusé, l'interdiction totale pouvait également être utilisée pour forcer un réalisateur à retirer certaines séquences: 80 % des interdictions totales prononcées en 1975 s’inscrivent dans cette logique, et les bulletins du CNC n'inscrivaient dans les listes de films interdits totalement dans l'année écoulée seulement ceux qui ne disposaient toujours pas de visas à une certaine date de l'année suivante.
Le refus du visa entraine une interdiction d'exploitation totale du film: il ne peut être projeté en public mais peut l'être en séances privées ou non commerciales ainsi que vendu en vidéogrammes (DVD, VHS).
L'interdiction totale n'a pas été prononcée depuis 1979, quand les films L'Opale de feu, L'Homme d'Hollywood (en), La Secte qui tue (en), Maison pour SS, L'Enfer des zombies et Opération Jaguar se virent refuser un visa d'exploitation. En 1980, des interdictions totales furent maintenues à l’encontre de trois films ayant déjà été frappés d'interdictions totales les années précédentes: Maison pour SS, La grande peur et Né pour l'enfer,,,,,.
A partir de 1981, Jack Lang, totalement opposé à l'interdiction totale, refusa systématiquement d'avaliser les propositions de refus de visas émises par la Commission,.
En 2002, la Commission reporta sa décision pour le court-métrage Pour l'éternité du réalisateur allemand Paul Verhoeven (homonyme du réalisateur plus connu Paul Verhoeven) et demanda que les ministères de l'intérieur et de la justice soient saisis de la qualification de ce film pour "message de propagande sectaire"; après que la Commission se soit réunie en formation plénière pour la projection de ce film, elle écrivit à son ministre de tutelle pour lui dire qu'elle était dans l'impossibilité de proposer une mesure de classification. Le réalisateur préféra retirer sa demande de visa.

### Problèmes liés à la délivrance du visa après 1975
L'attribution d'un classement X ne pose généralement aucun problème. En revanche, les critères d'attribution d'interdictions de -16 à -18 ans ont évolué en fonction de la morale de la société française, comme en témoigne Baise-moi en 2000 :
Le film obtient un visa d'exploitation assorti d'une interdiction aux mineurs de moins de 16 ans. L'association Promouvoir attaque alors la décision du ministre devant le conseil d'État afin que le film se voit attribuer un visa d'exploitation "X" pour les films à caractère pornographique ou d'incitation à la violence. Le Conseil d'État se fait projeter le film : en raison de nombreuses scènes de sexe non simulées, il annule le visa d'exploitation accordé, "dans la mesure où le décret du 23 février 1990, dans sa rédaction en vigueur à la date de la délivrance de ce visa, ne prévoyait pas qu'une œuvre cinématographique puisse être interdite de représentation aux mineurs de 18 ans autrement que par son inscription sur la liste des films pornographiques ou d'incitation à la violence. À l'époque, la classification avait été allégée, et l'interdiction aux mineurs de 18 ans n'existait plus. À la suite de la modification du décret du 23 février 1990 par le décret du 12 juillet 2001, la catégorie interdit aux moins de 18 ans est réintroduite dans l'échelle de classification des films.
En conséquence de quoi, le ministre applique cette nouvelle classification au film Baise-moi. L'association Promouvoir forme un nouveau recours devant le conseil d'État. Mais par sa décision du 14 juin 2002, celui-ci rejette les demandes de l'association requérante au motif que la décision du ministre de la culture ne méconnait pas l'autorité de la chose jugée (de l'arrêt de 2000 du CE), que la décision respecte la dignité de la personne humaine, et de l'absence d'erreur d'appréciation du ministre.